# Arsen'evo
Arsen'evo è una cittadina della Russia europea centrale, situata nella oblast' di Tula; appartiene amministrativamente al rajon Arsen'evskij, del quale è il capoluogo.